# Zhan Xugang
Dans ce nom chinois, le nom de famille, Zhan , précède le nom personnel.
Zhan Xugang (né le 15 mai 1974 à Kaihua (Chine) est un haltérophile chinois.

## Carrière
Zhan Xugang obtient la médaille d'or olympique en 1996 à Atlanta en moins de 70 kg.
Deux ans plus tard aux Jeux asiatiques de 1998 à Bangkok, il remporte la médaille d'or en moins de 77 kg. 
Il conserve son titre olympique aux Jeux olympiques d'été de 2000 à Sydney ; en revanche, il abandonne après trois tentatives aux  Jeux olympiques d'été de 2004 à Athènes.